# Abezames
Abezames és un municipi de la província de Zamora, a la comunitat autònoma de Castella i Lleó. Forma part de la comarca històrica de Tierra de Campos, repartida entre les províncies de Zamora, Palència i Valladolid.Ubicat a la comarca de l'Alfoz de Toro, destaca pel seu patrimoni històric, com l'església de Sant Miquel Arcàngel, i el jaciment arqueològic del castro de Montpodre, que data de l'Edat del Ferro.

## Demografia
| 1991 | 1996 | 2001 | 2004 | 2007 | 2023 |
| ---- | ---- | ---- | ---- | ---- | ---- |
| 124  | 118  | 104  | 95   | 98   | 64   |